# توپولف آنت-۲۰
توپولف ای‌ان‌تی-۲۰ (به انگلیسی: Tupolev ANT-20) یک هواگرد ساختِ کارخانهٔ توپولف در کشور اتحاد جماهیر شوروی سوسیالیستی است. نخستین استفاده‌کنندهٔ این هواپیما اتحاد جماهیر شوروی سوسیالیستی بوده‌است. این هواگرد برای نخستین بار در ۱۹ مه ۱۹۳۴ میلادی مورد استفاده قرار گرفت.